# (13265) Terbunkley
(13265) Terbunkley (1998 QP23) – planetoida z pasa głównego asteroid okrążająca Słońce w ciągu 3,6 lat w średniej odległości 2,35 j.a. Odkryta 17 sierpnia 1998 roku.